# IC 2233
IC 2233 ist eine leuchtschwache Balken-Spiralgalaxie vom Hubble-Typ SBcd mit ausgedehnten Sternentstehungsgebieten im Sternbild Luchs am Nordsternhimmel. Sie ist schätzungsweise 25 Millionen Lichtjahre von der Milchstraße entfernt und hat einen Durchmesser von etwa 25.000 Lichtjahren. Die Galaxie gehört zu einer Gruppe von extrem schlanken Spiralen, deren Durchmesser mindestens zehn Mal größer als die Dicke ihrer Scheibe ist.

Im selben Himmelsareal befindet sich u. a. die Galaxie NGC 2537.
Das Objekt wurde am 25. März 1894 von dem Astronomen Isaac Roberts entdeckt und später von Johan Dreyer in seinem Index-Katalog verzeichnet.